# 胡问遂艺术馆
胡问遂艺术馆（英語：Hu Wensui Art Museum）是一个位于上海黄浦区人民路333-1号古城公園A块的西侧的博物馆，主要展示中国书法家胡问遂的书法作品。馆长是胡问遂长子胡考。

## 历史

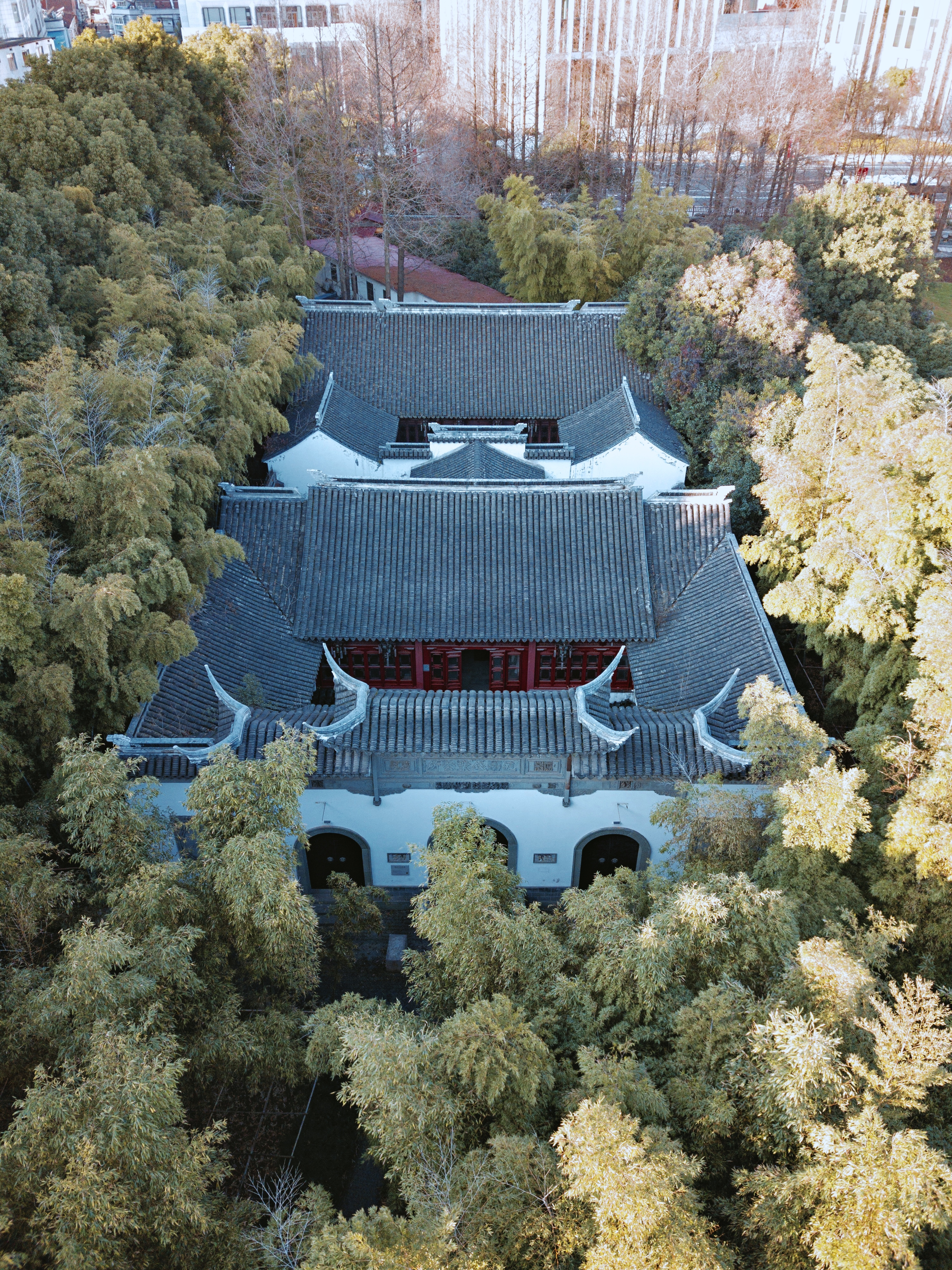
沪南钱业公所，现为胡问遂艺术馆

胡問遂藝術館前身是沪南钱业公所，原址在大东门外北施家弄133号，始建于1883年，曾为钱庄业主集会议事之所。2000年在旧改中该建筑的大部分构建得以保存，并于2002年迁建至古城公园内，这也是上海首次尝试异地修复清代建筑。2004年，钱业公所被列入第四批上海市优秀历史建筑。
重建后的钱业公所占地面积800平方米，为一三进院落，依次由砖雕门楼、茶厅以及供奉财神的大殿组成，均为砖木结构。
2019年胡問遂家属将所藏近千幅作品捐献给上海黄浦区人民政府。上海黄浦区人民政府将滬南錢業公所改建为胡问遂艺术馆，2月24日正式建成开馆。馆名由吴邦国题写。共有两个展厅。

## 营业时间
- 周二至周日：上午十点至四点半
- 周一闭馆

## 交通
- 公交:11、66、736、926、929
- 地铁：轨道交通10号线、14号线豫园站